# 나우루의 국장

나우루의 국장

나우루의 국장은 1968년 독립과 동시에 처음 디자인되었으며, 1970년대 초반에 공식적인 사용이 시작되었다.
국장 가운데에는 세 개의 작은 공간으로 나뉜 방패가 그려져 있으며, 방패 상단에는 금색 직물 장식 바탕에 연금술에서 사용되는 인의 기호가 새겨져 있다. 직물 장식은 나우루의 국민을, 화학 기호는 인산염을 의미한다.
방패 왼쪽 하단에는 파란색 물결 무늬 바탕에 홰에 앉아 있는 검은색 군함조가 그려져 있으며, 방패 오른쪽 하단에는 파란색 바탕에 호동 가지가 그려져 있다. 군함조는 동물을, 호동 가지는 식물을 의미한다.
방패 양쪽을 추장이 의식에서 장식에 사용하는 야자나무 잎으로 만든 밧줄과 군함조의 깃털, 상어의 이빨이 감싸고 있으며, 방패 위쪽에는 12개의 모서리를 가진 하얀색 별이 그려져 있다.
국장 위쪽에 있는 리본에는 "나우루"("Naoero")라는 국명이 나우루어로 쓰여져 있으며 국장 아래쪽에 있는 리본에는 나우루의 나라 표어인 "하느님의 뜻이 먼저다"("God's Will First")가 영어로 쓰여져 있다.